# Riku Danzaki
Riku Danzaki (檀崎 竜孔 Danzaki Riku?, Natori, Miyagi, 31 de mayo de 2000) es un futbolista japonés que juega como centrocampista en el club Western United F. C. de la A-League.

## Trayectoria
En 2019 se unió al Hokkaido Consadole Sapporo.

## Clubes
| Club                         | País      | Año       |
| ---------------------------- | --------- | --------- |
| Hokkaido Consadole Sapporo   | Japón     | 2019-2023 |
| Brisbane Roar F. C. (cedido) | Australia | 2020-2021 |
| JEF United Chiba (cedido)    | Japón     | 2021      |
| Brisbane Roar F. C. (cedido) | Australia | 2022-2023 |
| Motherwell F. C.             | Escocia   | 2023      |
| Western United F. C.         | Australia | 2023-     |